# 飯岡村 (岡山県)
飯岡村（ゆうかそん）は、岡山県勝田郡にあった村。
現在の久米郡美咲町王子、吉ヶ原、高下、飯岡に当たる。

## 沿革
- 1889年6月1日 - 町村制施行に伴い、勝南郡王子村、吉ヶ原村、高下村、飯岡村が合併し、飯岡村となる。大字飯岡に役場を置く。
- 1900年4月1日 - 勝南郡が勝北郡と合併し、勝田郡となる。
- 1955年1月1日 - 勝田郡北和気村、南和気村、久米郡吉岡村と合併し、久米郡柵原町となる。

## 地名の読み方
- 王子（おおじ）[1]
- 吉ヶ原（きちがはら）
- 高下（こおげ）[2]
- 飯岡（ゆうか）

## 現在の様子

### 郵便番号
- 708-1523 久米郡美咲町吉ヶ原
- 708-1524 久米郡美咲町飯岡
- 708-1525 久米郡美咲町王子
- 708-1526 久米郡美咲町高下

708-152Xの残りの番号は南和気村を参照。

### 教育
旧村内に現在教育機関なし

### 交通

#### 鉄道
- 片上鉄道線（廃線） ： 美作飯岡駅、吉ヶ原駅、柵原駅

#### 道路

##### 高速道路
旧村内を走る高速道路なし

##### 国道
- 国道374号

##### 県道
- 主要地方道
  - 岡山県道26号津山柵原線
- 一般県道
  - 岡山県道349号吉ヶ原美作線
  - 岡山県道362号位田飯岡線

### 河川・山岳

#### 河川
- 吉井川
- 吉野川

#### 山岳
- ウネ山
- 鷲山

### 名所・旧跡・観光スポット・祭事・催事
- 柵原ふれあい鉱山公園
- 月の輪古墳

### 寺院・神社

#### 寺院
- 本経寺

#### 神社
- 王子神社
- 八幡神社
- 飯岡神社